# Provincia de Daniel Campos
Daniel Campos es una provincia de Bolivia, en el oeste del departamento de Potosí. La provincia fue creada por ley N°120 de 26 de diciembre de 1949, durante la presidencia de Mamerto Urriolagoitia, separándose de la provincia de Nor Lípez. La provincia lleva el nombre de Daniel Campos Cortés (1829-1902), poeta boliviano, que nació en el departamento. Su obra más famosa es Celichá.
La provincia está conformada por los municipios de Tahua y Llica, que tuvieron gran importancia económica durante el período colonial por sus minas de plata.

## Geografía
La provincia de Daniel Campos tiene una superficie de 12.106 km² y es una de las dieciséis provincias del departamento de Potosí. Se encuentra entre los 19°25' y 20°50' de latitud sur y entre los 66°49' y 68°47' de longitud oeste. Limita al norte con el departamento de Oruro, al oeste con la República de Chile, y al sur y al este con la provincia de Nor Lípez. 
La provincia se encuentra cubierta en su casi totalidad con el Salar de Uyuni (10.500 km²), y su altitud media sobre el nivel del mar es de 3.657 metros; el pico Alto Toroni, en la cordillera Sillajhuay frontera con Chile, alcanza una altitud de 6.012 metros. La provincia tiene un clima árido de alta montaña, con precipitaciones anuales inferiores a 200 mm en el oeste, y en algunos puntos, incluso menos de 100 mm.

## Clima
El clima es frío, por la cercanía a la cordillera Real u Occidental, que forma parte de la macrorregión andina. Las temperaturas oscilan entre -2 °C en invierno y 15 °C en verano,  con un promedio de 0-5 °C durante todo el año.

## Economía
La economía actual se basa en la extracción minera de azufre en la cordillera de Sillajhuay y complejos (Ag, Pb y Zn) en el cerro Chinchilhuay. Se cultiva la quinoa,  y en menor escala el haba, y la patata. También se siembran el trigo y la alfalfa, entre otros.
Existe la crianza de llamas y de ovinos, y en menor proporción la cría de cerdos debido al clima.
También el turismo es una fuente de ingresos, por encontrarse aquí el Salar de Uyuni, el Cerro de Colores o de Thunupa (dios aimara), las aguas termales en Tahua, la Isla Pescado y la Isla Inca Huasi.

## Demografía
De acuerdo con el censo boliviano de 2024, la población de la provincia de Daniel Campos es de 5 711 habitantes.
La población de la provincia ha aumentado aproximadamente una cuarta parte en las últimas tres décadas:
| Año  | Habitantes | Fuente |
| ---- | ---------- | ------ |
| 1992 | 4 630      | Censo  |
| 2001 | 5 067      | Censo  |
| 2012 | 5 850      | Censo  |
| 2024 | 5 711      | Censo  |

Según censo de 1992 vivían en la provincial 4.630 personas, cifra que aumentó en el censo de 2001 un 9,4%, hasta alcanzar 5.067 habitantes, y en el censo de 2012, hasta 5.850. Un 87% de la población no tiene acceso a la electricidad, el 91% viven sin instalaciones de saneamiento, el 73% de la población trabaja en la agricultura, un 3% en la minería, el 2% en la industria, 22% en servicios. El 87% de la población es de religión católica, y un 8%, protestante.

## Lengua
Un 80% de la población habla castellano, y un 59%, el aimara.

## Danza tradicional
La danza más conocida por los pobladores es el baile de la cosecha, en el cual las mujeres dan vueltas con la wiphala --la bandera de los pueblos originarios-- siendo seguidas por los hombres que las acompañan con música tradicional ejecutada por bandas.

## Vestimenta tradicional
La vestimenta que usan las mujeres son una pollera (falda) mediana de color rojo, bordada con jeroglíficos y los aguayos tradicionales de aquella región.
Los hombres usan pantalones cortos de lana y el también tradicional gorro andino llamado chullo, para soportar el frío.
Hombres y mujeres calzan las abarcas.

## Municipios
La provincia cuenta con dos municipios:
- Llica
- Tahua